# Хичкок, Рассел
Рассел Чарльз Хичкок (англ. Russel Charles Hitchcock; род. 15 июня 1949) — австралийский музыкант, вокалист софт-рок дуэта Air Supply.

## Ранние годы
Рассел Хичкок учился в Начальной школе Южного Браунсвика, после чего поступил в Колледж Принсес Хилл в пригороде Мельбурна. В 1965 году, после окончания колледжа, Хичкок работает продавцом. В это время он становится ударником и вокалистом в местной группе «19th Generation». В возрасте 20 лет Рассел получает работу в компьютерной компании, где работал в течение 3 лет, пока его не перевели в Сидней. После знакомства с британским музыкантом Грэмом Расселом на спектакле Иисус Христос — суперзвезда 12 мая 1975 года они основывают группу Air Supply.

## Семья
Жена — Лори Хичкок (в браке с 2000 года)
Дети: дочь Сидни Роуз Хичкок (род. май 1988), сын Джон Хичкок.

## Дискография

### Сольные альбомы
- 1988: Russell Hitchcock
- 2006: Take Time
- 2011: Tennessee: The Nashville Sessions

### Синглы
- 1987: «The River Cried»
- 1987: «Dreams of the Lonely»
- 1988: «The Sun Ain’t Gonna Shine Anymore»